# Nucu Păunescu
Nucu Păunescu (n. 14 octombrie 1912, București, România – d. 2 octombrie 1980, București, România) a fost un actor român de teatru și film.

## Distincții
- Ordinul Muncii clasa a II-a (26 august 1954) „pentru merite deosebite în realizarea filmelor «Nepoții Gornistului» și «Răsare soarele» (Nepoții Gornistului seria a II-a)”[3]

## Filmografie
- În sat la noi (1951)
- Mitrea Cocor (1952)
- Nepoții gornistului (1953)
- Răsare soarele (1954)
- Desfășurarea (1954)
- Nufărul roșu (1955)
- Poveste ca-n basme (1959)
- Telegrame (1960)
- Valurile Dunării (1960)
- Darclée (1960)
- Setea (1961)
- Porto-Franco (1961) ca Primarul
- Tudor (1963)
- Pași spre lună (1964)
- Un surîs în plină vară (1964)
- Dragoste la zero grade (1964)
- Străinul (1964)
- De-aș fi... Harap Alb (1965)
- Haiducii (1966)
- Șapte băieți și o ștrengăriță (1967)
- Apoi s-a născut legenda (1968)
- Balul de sîmbătă seara (1968)
- Baltagul (1969) - voce Calistrat Bogza
- Haiducii lui Șaptecai (1971)
- Zestrea domniței Ralu (1971)
- Săptămîna nebunilor (1971)
- La Revolte des haidouks (serial TV) (1972)
- Puterea și adevărul (1972)
- Astă seară dansăm în familie (1972)
- Bariera (1972)
- Aventurile lui Babușcă (1973)
- Vifornița (1973)
- Pistruiatul (1973)
- Păcală (1974)
- Porțile albastre ale orașului (1974)
- Robinson Crusoe (1974) - voce
- Trei scrisori secrete (1974)
- Ștefan cel Mare - Vaslui 1475 (1975)
- Nu filmăm să ne-amuzăm (1975)
- Elixirul tinereții (1975)
- Zile fierbinți (1975)
- Prin cenușa imperiului (1976)
- Trei zile și trei nopți (1976)
- Roșcovanul (1976)
- Toate pînzele sus (serial TV, 1977) - ep. 1-2, 4
- Războiul independenței (1977)
- Acțiunea „Autobuzul” (1978)
- Trepte pe cer (1978)
- Eu, tu, și... Ovidiu (1978)
- Pentru patrie (1978)
- Drumuri în cumpănă (1979)
- Ultima noapte de dragoste (1980)
- Drumul oaselor (1980)
- Am o idee!... (1981)